# 6468 Welzenbach
6468 Welzenbach eller 1981 ED19 är en asteroid i huvudbältet som upptäcktes den 2 mars 1981 av den amerikanska astronomen Schelte J. Bus vid Siding Spring-observatoriet. Den är uppkallad efter amerikanskan Linda C. Welzenbach.
Asteroiden har en diameter på ungefär 6 kilometer och den tillhör asteroidgruppen Henan.